# Pratt & Whitney JT12/J60
Pratt & Whitney JT12 a J60 jsou malé proudové motory. Motor má i námořní turbohřídelovou verzi značenou FT12. Od motoru byl odvozen i turbohřídelový motor JFTD12 (vojenské označení T73).

## Vývoj a popis
Projektování motoru J60 bylo zahájeno v červenci 1957 ve společnosti United Aircraft of Canada (od roku 1975 přejmenováno na Pratt & Whitney Canada) v Montrealu. Projektová dokumentace byla nakonec předána společnosti Pratt & Whitney v East Hartford. V květnu 1958 byl postaven první prototyp s vojenským označením YJ60-P-1, který vznikl na společný popud letectva (USAF) a námořnictva Spojených států (US Navy).
Letové testy byly ukončeny na počátku roku 1959. Od července 1959 byly zahájeny dodávky motorů JT12A-5 (tah 12,9 kN). Ty byly určeny pro dva prototypy cvičného letounu Canadair CL-41. Upravené motory JT12A-3 (tah 14,69 kN) byly testovány na dvojici prototypů experimentálních letounů s kolmým startem Lockheed XV-4 Hummingbird. Následující verze JT12A-21 již měla přídavné spalování a měla maximální tah 17,91 kN.

## Varianty
- YJ60-P-1 – prototyp
- JT12A-3LH
- JT12A-5 (J60-P-3/5/6) tah od 12,9 kN do 13,35 kN
- JT12A-21 tah 17,9 kN
- J60-P-3
- J60-P-6

## Použití

### Civilní (JT12)
- Lockheed JetStar
- North American Sabreliner

### Vojenské (J60)
- T-2B Buckeye
- T-39 Sabreliner
- Sikorsky XH-59/S-69
- Lockheed XV-4 Hummingbird

## Specifikace

### Technické údaje
- Typ: proudový motor
- Délka: ? m
- Průměr: ? m
- Hmotnost: ? kg

### Součásti motoru
- Kompresor:
- Spalovací komora:
- Turbína:

### Výkony
- Maximální tah:
- Celkový kompresní poměr:
- Obtokový poměr:

#### Související vývoj
- Pratt & Whitney T73

#### Podobné motory
- Fairchild J83
- General Electric J85